# Urophyllum porphyraceum
Urophyllum porphyraceum är en måreväxtart som först beskrevs av Carl Friedrich Philipp von Martius och Rosenthal, och fick sitt nu gällande namn av Henri Ernest Baillon. Urophyllum porphyraceum ingår i släktet Urophyllum och familjen måreväxter.
Artens utbredningsområde är Java. Inga underarter finns listade i Catalogue of Life.